# Premier Basketball League 2010
La stagione PBL 2010 fu la terza della Premier Basketball League. Parteciparono 9 squadre in un unico girone. Rispetto alla stagione precedente si aggiunsero i Lawton-Fort Sill Cavalry e i Puerto Rico Capitanes. I Maryland Nighthawks tornarono al campionato ufficiale cambiando nome in Maryland GreenHawks. I Battle Creek Knights tornarono nella IBL, mentre i Wilmington Sea Dawgs si trasferirono nella CBL. Gli Augusta Groove, i Chicago Throwbacks e i Detroit Panthers scomparvero.

## Squadre partecipanti
- Buffalo Stampede
- Halifax Rainmen
- Lawton Cavalry
- Manchester Millrats
- Maryland GreenHawks
- P.R. Capitanes
- Quebec Kebs
- Rochester Razor.
- Vermont F. Heaves

## Classifica
| Squadra                  | V  | P  | PCT  | GB |
| ------------------------ | -- | -- | ---- | -- |
| Lawton-Fort Sill Cavalry | 18 | 2  | 90,0 | -  |
| Rochester Razorsharks    | 16 | 4  | 80,0 | 2  |
| Puerto Rico Capitanes    | 14 | 4  | 77,8 | 3  |
| Halifax Rainmen          | 13 | 7  | 65,0 | 5  |
| Vermont Frost Heaves     | 12 | 8  | 60,0 | 6  |
| Manchester Millrats      | 6  | 14 | 30,0 | 12 |
| Quebec Kebs              | 4  | 16 | 20,0 | 14 |
| Buffalo Stampede         | 3  | 17 | 15,0 | 15 |
| Maryland GreenHawks      | 3  | 17 | 15,0 | 15 |

## Play-off

### Semifinali
| Halifax 15 aprile 2010                          | Halifax Rainmen | 104 – 108 | Lawton-Fort Sill Cavalry | Halifax Metro Centre |
| \| \| \| \| \| Ervin 26 \| Punti \| 29 Ellis \| |                 |           |                          |                      |
|                                                 |                 |           |                          |                      |
| Ervin 26                                        | Punti           | 29 Ellis  |                          |                      |

| Lawton 18 aprile 2010                          | Lawton-Fort Sill Cavalry | 135 – 104 | Halifax Rainmen | Great Plains Coliseum |
| \| \| \| \| \| Mims 24 \| Punti \| 19 Ervin \| |                          |           |                 |                       |
|                                                |                          |           |                 |                       |
| Mims 24                                        | Punti                    | 19 Ervin  |                 |                       |

| Arecibo 14 aprile 2010                                | Puerto Rico Capitanes | 95 – 119      | Rochester Razorsharks | Iguina Coliseum |
| \| \| \| \| \| Cortés 27 \| Punti \| 23 Hollyfield \| |                       |               |                       |                 |
|                                                       |                       |               |                       |                 |
| Cortés 27                                             | Punti                 | 23 Hollyfield |                       |                 |

| Rochester 18 aprile 2010                               | Rochester Razorsharks | 132 – 108 (23-27, 43-22, 34-27, 30-32) | Puerto Rico Capitanes | Blue Cross Arena |
| \| \| \| \| \| Dandridge 22 \| Punti \| 27 Alvarado \| |                       |                                        |                       |                  |
|                                                        |                       |                                        |                       |                  |
| Dandridge 22                                           | Punti                 | 27 Alvarado                            |                       |                  |

### Finale PBL
| Rochester 22 aprile 2010, ore 19:00            | Rochester Razorsharks | 110 – 106 (d.1t.s.) (25-31, 25-28, 27-17, 20-21, 13-9) | Lawton-Fort Sill Cavalry | Blue Cross Arena |
| \| \| \| \| \| Friel 17 \| Punti \| 20 Mims \| |                       |                                                        |                          |                  |
|                                                |                       |                                                        |                          |                  |
| Friel 17                                       | Punti                 | 20 Mims                                                |                          |                  |

| Lawton 25 aprile 2010, ore 19:05                         | Lawton-Fort Sill Cavalry | 95 – 84 (14-22, 26-16, 27-22, 28-24) | Rochester Razorsharks | Great Plains Coliseum |
| \| \| \| \| \| Dean, Mims 20 \| Punti \| 18 Dandridge \| |                          |                                      |                       |                       |
|                                                          |                          |                                      |                       |                       |
| Dean, Mims 20                                            | Punti                    | 18 Dandridge                         |                       |                       |

| Lawton 27 aprile 2010, ore 19:05                    | Lawton-Fort Sill Cavalry | 124 – 108 (31-17, 25-28, 33-28, 37-35) | Rochester Razorsharks | Great Plains Coliseum |
| \| \| \| \| \| Mims 26 \| Punti \| 24 Hollyfield \| |                          |                                        |                       |                       |
|                                                     |                          |                                        |                       |                       |
| Mims 26                                             | Punti                    | 24 Hollyfield                          |                       |                       |

### Tabellone
|  | Semifinali | Semifinali       | Semifinali |           |                  | Finale           | Finale | Finale |  |
|  |            |                  |            |           |                  |                  |        |        |  |
|  | 1          | Lawton-Fort Sill | 2          |           |                  |                  |        |        |  |
|  | 1          | Lawton-Fort Sill | 2          |           |                  |                  |        |        |  |
|  | 4          | Halifax          | 0          |           |                  |                  |        |        |  |
|  | 4          | Halifax          | 0          |           | Lawton-Fort Sill | Lawton-Fort Sill | 2      |        |  |
|  |            |                  |            |           | Lawton-Fort Sill | Lawton-Fort Sill | 2      |        |  |
|  |            |                  | Rochester  | Rochester | 1                |                  |        |        |  |
|  | 3          | Puerto Rico      | Rochester  | Rochester | 1                | 0                |        |        |  |
|  | 3          | Puerto Rico      |            |           |                  |                  |        |        |  |
|  | 2          | Rochester        | 2          |           |                  |                  |        |        |  |

## Vincitore
| Campione PBL 2010                    |
| ------------------------------------ |
| Lawton-Fort Sill Cavalry (1º titolo) |

## Statistiche
| Categoria             | Giocatore        | Squadra               | Stat |
| --------------------- | ---------------- | --------------------- | ---- |
| Punti per gara        | Elías Ayuso      | Puerto Rico Capitanes | 23,2 |
| Rimbalzi per gara     | Ángelo Reyes     | Puerto Rico Capitanes | 17,7 |
| Assist per gara       | Anthony Anderson | Manchester Millrats   | 6,0  |
| Palle rubate per gara | Marlin Johnson   | Rochester Razorsharks | 2,7  |
| Stoppate per gara     | Jeff Aubry       | Puerto Rico Capitanes | 1,7  |

## Premi PBL
- PBL Most Valuable Player: DeAnthony Bowden, Lawton-Fort Sill Cavalry[6]
- PBL Coach of the Year: Micheal Ray Richardson, Lawton-Fort Sill Cavalry
- PBL Defensive Player of the Year: Eric Crookshank, Halifax Rainmen
- PBL Rookie of the Year: Eric Gilchrese, Manchester Millrats/Halifax Rainmen
- PBL Newcomer of the Year: Scooter Sherrill, Maryland GreenHawks
- PBL Sixth Man of the Year: Melvin Council, Rochester Razorsharks
- PBL Playoffs MVP: Elvin Mims, Lawton-Fort Sill Cavalry[7]
- All-PBL First Team[8]
  - Elías Ayuso, Puerto Rico Capitanes
  - DeAnthony Bowden, Lawton-Fort Sill Cavalry
  - Eric Crookshank, Halifax Rainmen
  - Elvin Mims, Lawton-Fort Sill Cavalry
  - Lincoln Smith, Rochester Razorsharks
- All-PBL Second Team
  - Melvin Council, Rochester Razorsharks
  - Jerice Crouch, Rochester Razorsharks
  - Brandon Dean, Lawton-Fort Sill Cavalry
  - Tim Ellis, Lawton-Fort Sill Cavalry
  - Scooter Sherrill, Maryland GreenHawks
- All-PBL Third Team
  - Anthony Anderson, Manchester Millrats
  - Michael Anderson, Maryland GreenHawks
  - Samuel Audet-Sow, Quebec Kebs
  - Ketih Friel, Rochester Razorsharks
  - Dwuan Rice, Vermont Frost Heaves
- PBL All-Defensive First Team:
  - Jeff Aubry, Puerto Rico Capitanes
  - DeAnthony Bowden, Lawton-Fort Sill Cavalry
  - Eric Crookshank, Halifax Rainmen
  - Gary Ervin, Halifax Rainmen
  - Marlin Johnson, Rochester Razorsharks
- PBL All-Rookie First Team:
  - Michael Anderson, Maryland GreenHawks
  - Jared Carter, Vermont Frost Heaves
  - Tyrece Gibbs, Manchester Millrats
  - Eric Gilchrese, Manchester Millrats/Halifax Rainmen
  - Rashad Woods, Lawton-Fort Sill Cavalry